# Nacheshon
Nacheshon (1917 års översättning: Naheson, i Nya Testamentet kallad Nahson, Nahshon eller Nachshon beroende på översättning) var en person i Gamla Testamentet. Han var ledare för Juda stam under uttåget ur Egypten och var enligt judisk tradition den som först vågade gå på Röda havets botten.